# قرار مجلس الأمن التابع للأمم المتحدة رقم 1206
قرار مجلس الأمن التابع للأمم المتحدة رقم 1206، المتخذ بالإجماع في 12 تشرين الثاني / نوفمبر 1998، بعد الإشارة إلى جميع القرارات المتعلقة بالحالة في طاجيكستان وعلى طول الحدود الطاجيكية الأفغانية، مدد المجلس ولاية بعثة مراقبي الأمم المتحدة في طاجيكستان لمدة ستة أشهر أخرى حتى 15 مايو 1999.
في طاجيكستان كانت هناك تحركات لتنفيذ اتفاقات السلام والحفاظ على وقف إطلاق النار. كانت الحكومة الطاجيكية والمعارضة الطاجيكية المتحدة على اتصال وثيق في محاولة لحل الأزمة. وأشار المجلس أن الحالة الأمنية في أجزاء من البلد لا تزال غير مستقرة وأن هناك تأخيرات في إثبات الوقائع المحيطة بمقتل أربعة من أفراد بعثة مراقبي الأمم المتحدة في طاجيكستان - موظف شؤون مدنية ياباني، بولندي، رائد أوروغواي ومترجم فوري طاجيكي - في تموز / يوليو 1998.
وأدان القرار الاقتتال الأخير في منطقة خجندة وطالب الأطراف بتنفيذ الاتفاق العام وتهيئة الظروف لتسهيل إجراء الانتخابات. كما أُدين بشدة قتل أفراد بعثة مراقبي الأمم المتحدة في طاجيكستان، وكان استكمال الحكومة الطاجيكية للتحقيق أمرًا ضروريًا لاستئناف أنشطتها على الأرض. ورحب المجلس بمساهمة قوات حفظ السلام التابعة لرابطة الدول المستقلة. وتم تذكير الطرفين في طاجيكستان بأن التزام المجتمع الدولي يعتمد على سلامة الموظفين الدوليين.
وأخيراً، طُلب من الأمين العام كوفي عنان اطلاع المجلس على التطورات وتقديم تقرير في غضون ثلاثة أشهر.

## روابط خارجية
- نص القرار في undocs.org